# Рука

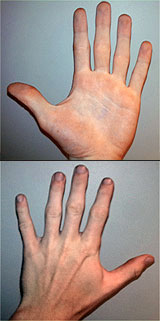
Кисть лівої руки людини з боку долоні і тильної частини

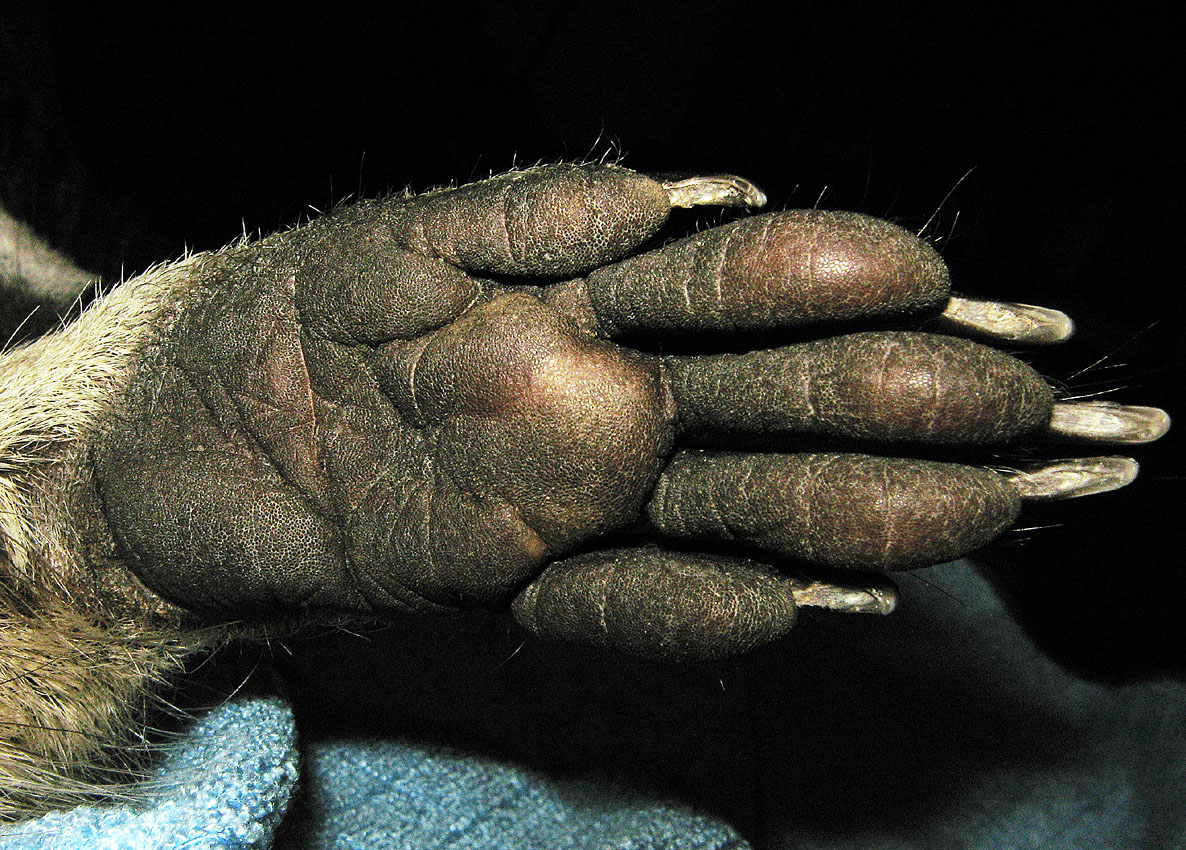
Лапи єнота короткі, з настільки розвиненими пальцями, що сліди нагадують відбиток людської долоні

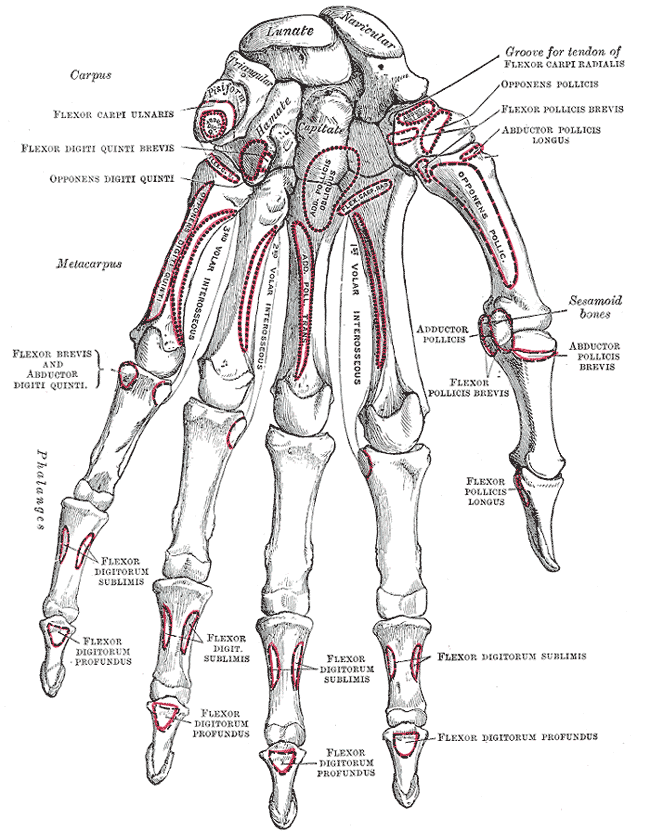
Скелет кисті руки людини

Рука́ — кожна з двох верхніх кінцівок людини й мавпи, від плечового суглоба до кінчиків пальців.

## Походження слова «рука»
Слов'янське «рука» співзвучне з назвою цієї частини тіла у балтійських мовах: литовським ranka та латиським roka. Праслов'янське *rǫka вважається похідним від прабалтослов'янського *rankāˀ, утвореним від балто-слов'янського дієслова (або незбереженого праслов'янського) зі значенням «збирати», яке порівнюється з литовським riñkti. Тобто, первісне значення цього слова — «те, чим збирають», «збиралка».

## Назви рук
- Ліву руку також можуть називати словами ліви́ця[2], шу́йця[3] (церк.-слов. шуица), шýя.
- Праву руку також можуть називати словами прави́ця[4], десни́ця[5], де́сна[6].

## Символіка руки
Мотив руки простежуємо не лише в кераміці, а й вишивці, іконописі, різьбленні по дереву в східних слов'ян, а також на кам'яних плитах і цеглинах у народів Кавказу. У декорі рука була своєрідним магічним символом, «священним образом, який давав силу та безпеку», сприймалася як амулет чи оберіг. У піднятих догори руках людини (із загальними стилізованими рисами та реалістично зображеними руками) чи Божої Матері втілено ідею заступництва молитви та самозахисту. Особливе значення надається правій руці, яку ще називають «десницею» чи «десною». Її зображення трапляється частіше. Так, благословляючою є рука Ісуса Христа та святого Миколая в розписах глиняних виробів (тарілки, миски, плесканки), рідше в пластичних образах, поданих, наприклад, на гуцульських свічниках-трійцях.
На бойовому прапорі давньоримської маніпули (роти) було скульптурне зображення розкритої руки у вінку: саме слово manipulus означало «жменя», «пучок», «дрібка».

## Кістковий скелет та області руки
У руці виділяють наступні анатомічні ділянки та відповідні їм кістки (виділені курсивом), назви наведені зверху вниз:
- Плечовий пояс (в ненауковій літературі та в суспільстві неправильно званий «плече», включаючи в цей термін ще й плечовий суглоб з головкою плечової кістки).
  -  Ключиця 
  -  Лопатка
- Плече
  -  Плечова кістка
- Передпліччя
  -  Ліктьова кістка 
  -  Променева кістка
- Кисть
  - Зап'ястя (8 кісток, розташованих в 2 ряди (рахунок від великого пальця))
    - Проксимальний ряд:  човноподібна, напівмісяцева, тригранна, горохоподібна;
    - Дистальний ряд:  трапеція, трапецієподібна, головчаста, гачкувата.

  - П'ясток
    - 5 кісток, відповідно кожному з пальців. Назви по номерах, рахунок від великого пальця.

  - Пальці
    - Кожен палець має три  фаланги  (виняток — великий палець, у якого їх дві). Назва кожної з кісток фаланг складаються з їх становища (проксимальна, середня, дистальна/нігтьова) і номера (або назви) пальця (наприклад: середня фаланга другого (вказівного) пальця).

Також у кожної людини є так звані сесамовидні кісточки , їх положення, розміри і кількість (іноді доходить до 2-3 десятків) вкрай варіабельно.

## М'язи
М'язова система руки складається з декількох шарів м'язів, причому багато м'язів перекинуті через більш ніж один суглоб, завдяки чому при активації одного м'язу відбувається зміна кута в декількох суглобах.

## Іннервація
Рука має еферентну і аферентну іннервацію. Еферентні волокна посилають сигнали від спинного мозку до руки, а аферентні волокна — від руки в спинний мозок (через дорсальні ганглії). Волокна зібрані в нерви, і практично всі вони змішані, тобто містять як еферентні, так і аферентні волокна.

## Рецептори шкіри, м'язів і суглобів
Рука забезпечена величезною кількістю сенсорних закінчень (коли руки «німіють», це ознака, що щось не в порядку з ними).

## Як мозок керує рукою
Кора головного мозку містить області, відповідальні за управління окремими частинами тіла. Так, в частині кори головного мозку, яка називається первинною моторною корою, є ділянка, який активується кожного разу, коли людина робить рух рукою, а в первинній соматосенсорній корі є ділянка, що активується, коли людина торкається рукою якогось предмета.
Крім кіркових відділів, центри, відповідальні за управління рукою, є на мозочку і його ядрах, таламусі, базальних гангліях, стовбурі мозку і спинному мозку. Ця складна мережа з'єднаних між собою нейронів здійснює багатий репертуар рухів руки, причому розрізняють рухи автоматичні (наприклад, рухи для підтримки балансу) і довільні (протягування нитки в голку, затягання ковдри у підковдру). За складні довільні рухи відповідає кора великих півкуль, а за автоматичні — центри нижчого рівня.
Рухи пальців і всієї руки можливі за допомогою електричної стимуляції мозку. Під час хірургічної операції це роблять за допомогою електродів, що прикладаються до поверхні мозку, або введених безпосередньо в мозок. Можна стимулювати мозок і через шкіру і кістку черепа. Для цього застосовують фокальну магнітну стимуляцію.

## Технологічні можливості руки
Найрозвиненішим і ефективнішим інструментом-органом стала рука примата, що представляє собою складний кінематичний ланцюг, складений численними шарнірними зчленуваннями її частин у суглобах. Моторика руки унікальна. Її будова дозволяє переміщати предмети в просторі декількома способами. Розправлена долоня і розташовані горизонтально пальці утворюють майданчик. Розташовані зверху предмети можуть бути перенесені акуратно, дбайливо і з мінімальними ушкодженнями. Такий спосіб перенесення не приносить зайвих занепокоєнь як перенесе́ному предмету, так і переносно́му інструменту (руці). Оса, розташована на долоні, не заподіє шкоди. Водночас оса, затиснута рукою, неодмінно цю руку вкусить. Ідея дбайливого перенесення предметів на горизонтальній підставці добре реалізує себе в техніці перенесення гарячих предметів. Для управління вогнем необхідно було пересувати гаряче вугілля, не завдаючи пошкодження рук.

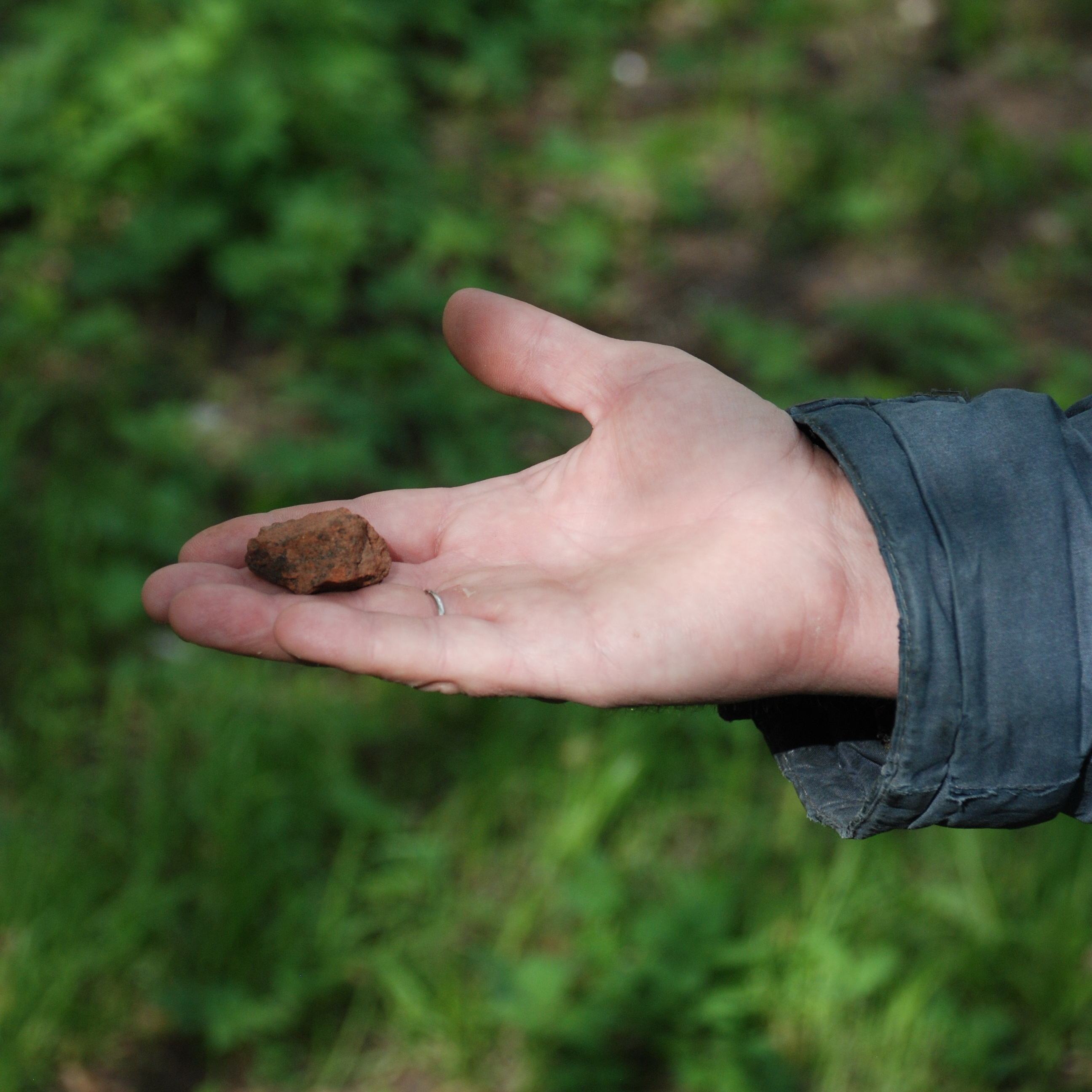
Людина утримує на долоні маленький камінь.
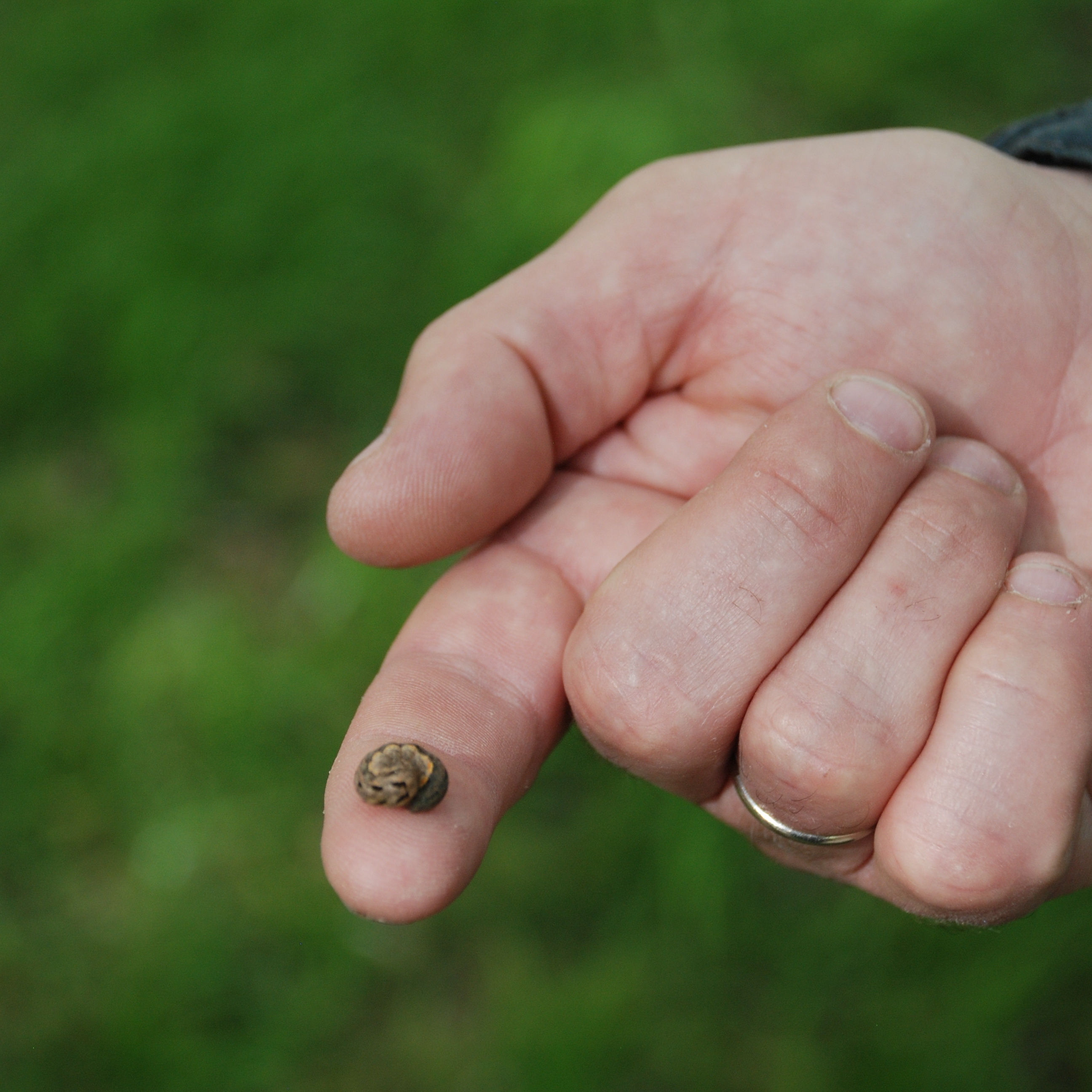
Людина утримує на кінчику пальця маленьку гусеницю.
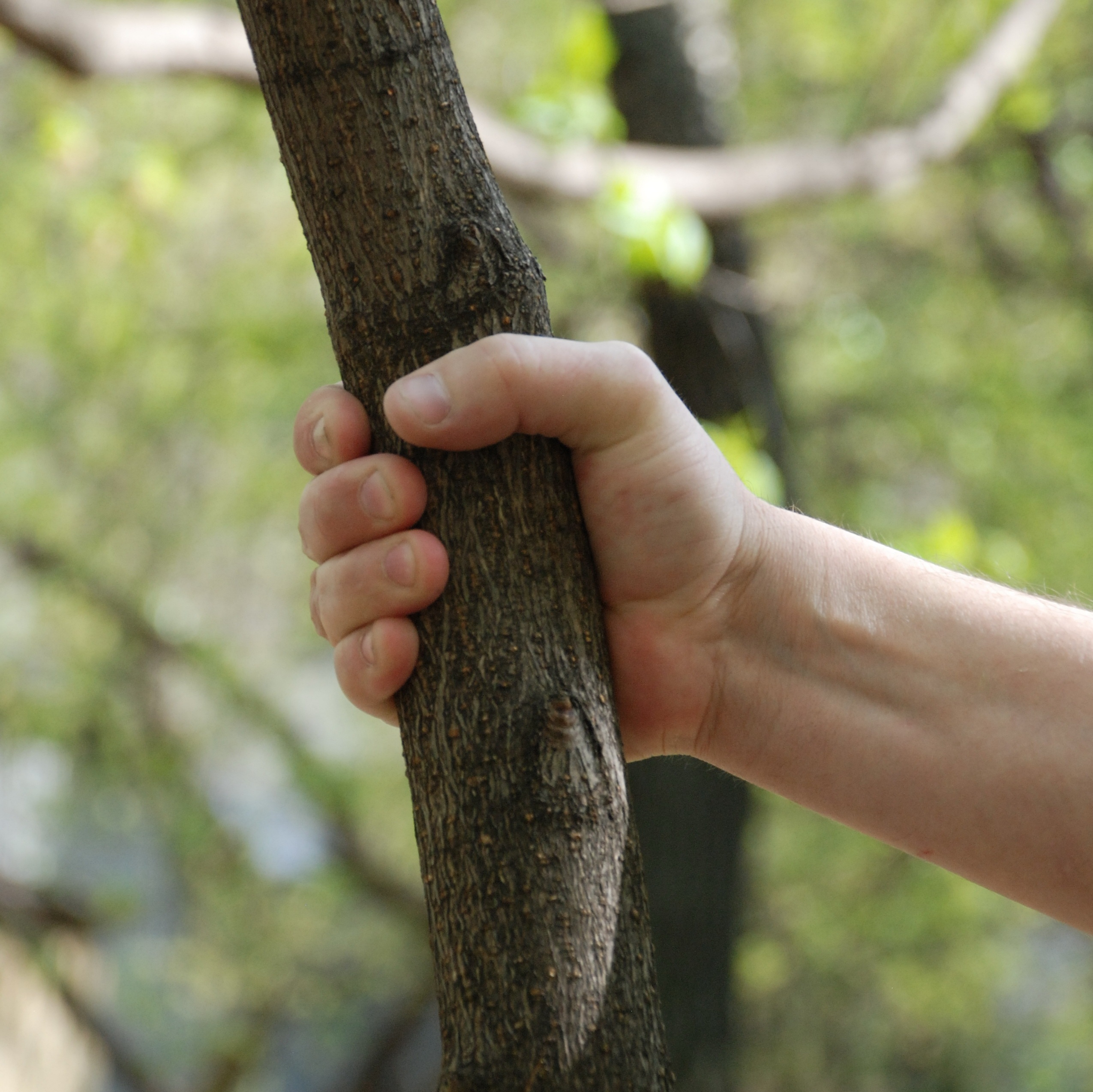
Рука людини тримає палицю.
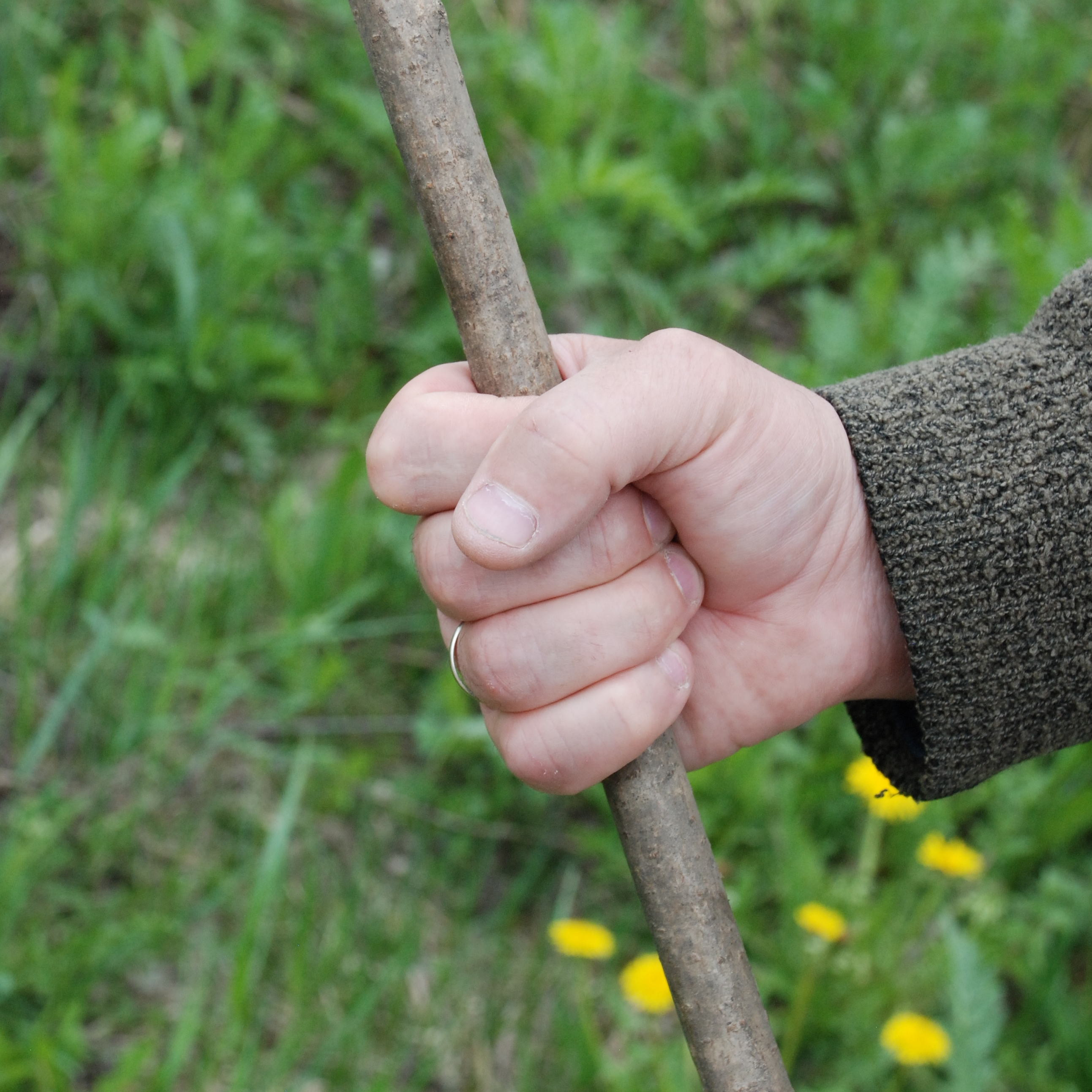
Щільне захоплення палиці за рахунок замикання великим пальцем.
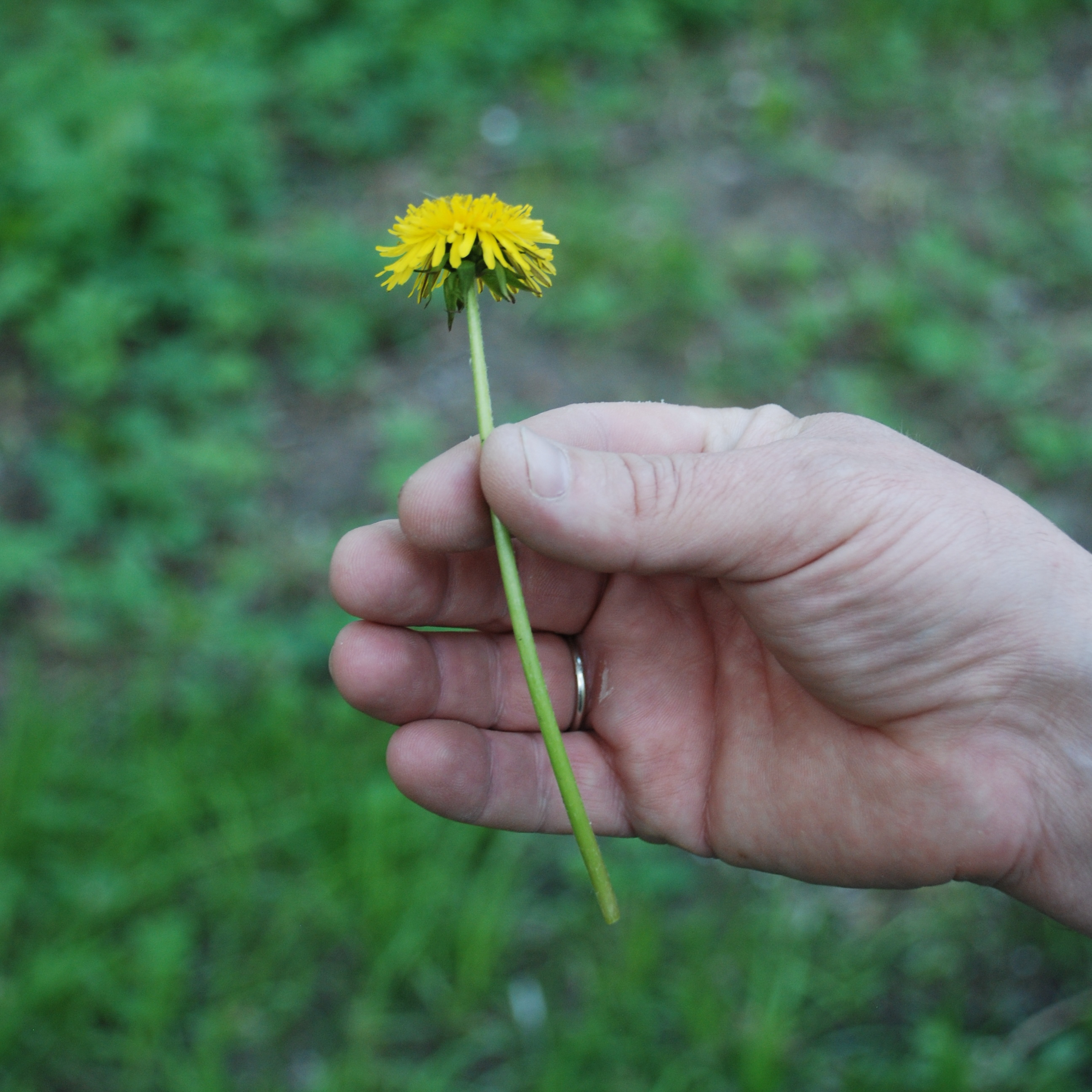
Людина утримує квіточку, затиснуту двома пальцями.
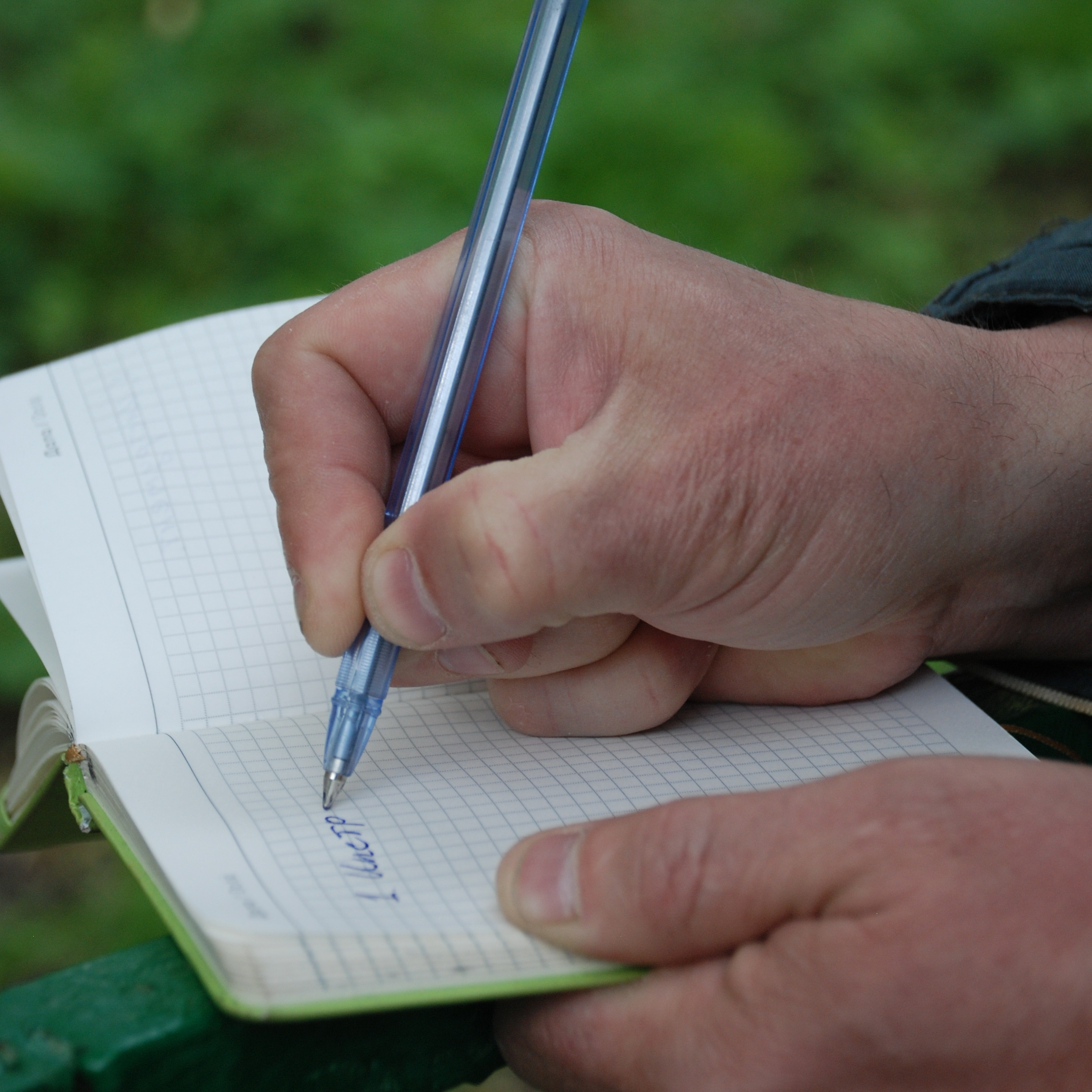
Тонкий предмет (ручка), затиснута в трьох пальцях, дозволяє виводити тонкі малюнки.
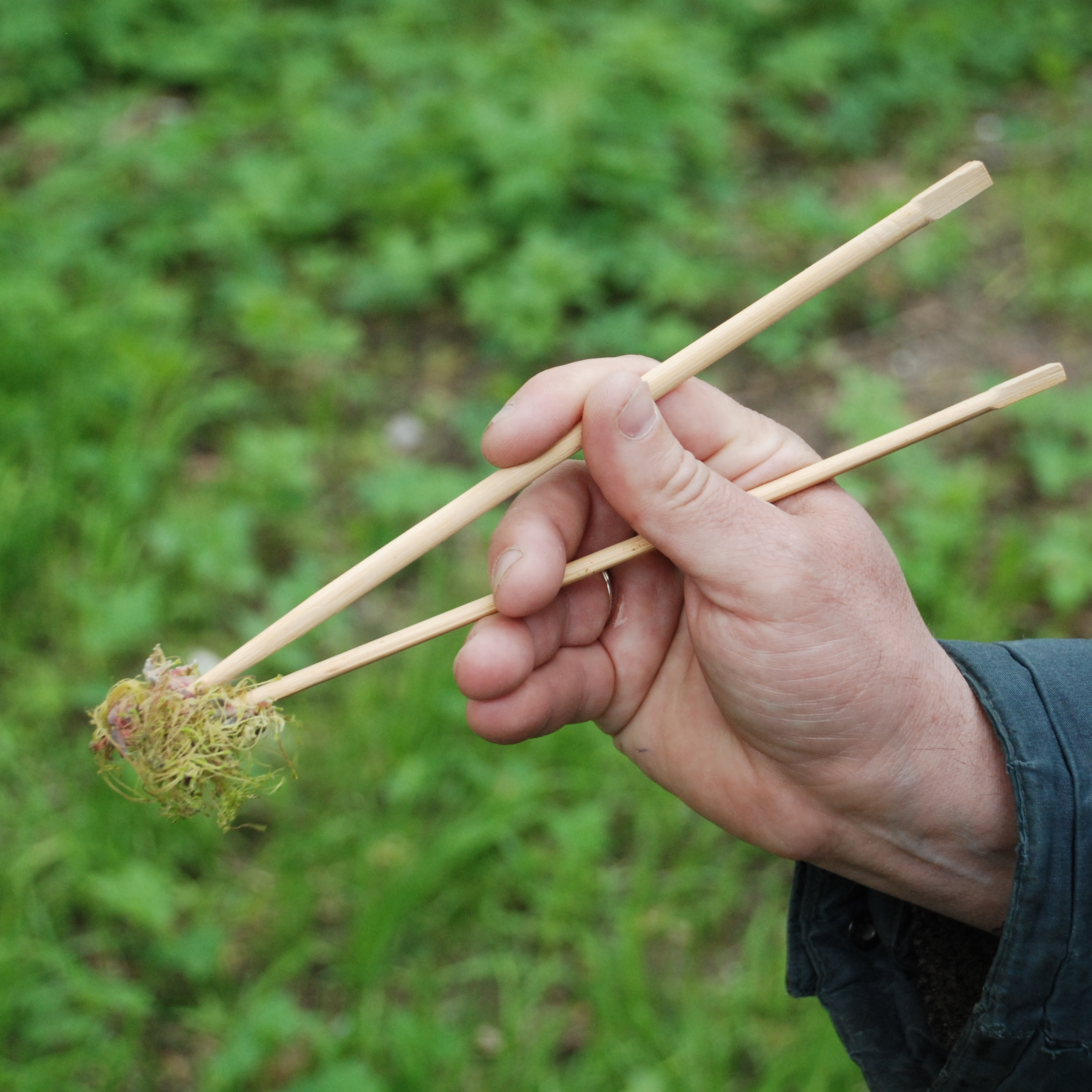
Дві гострі палички, складним чином затиснуті в руці людини.
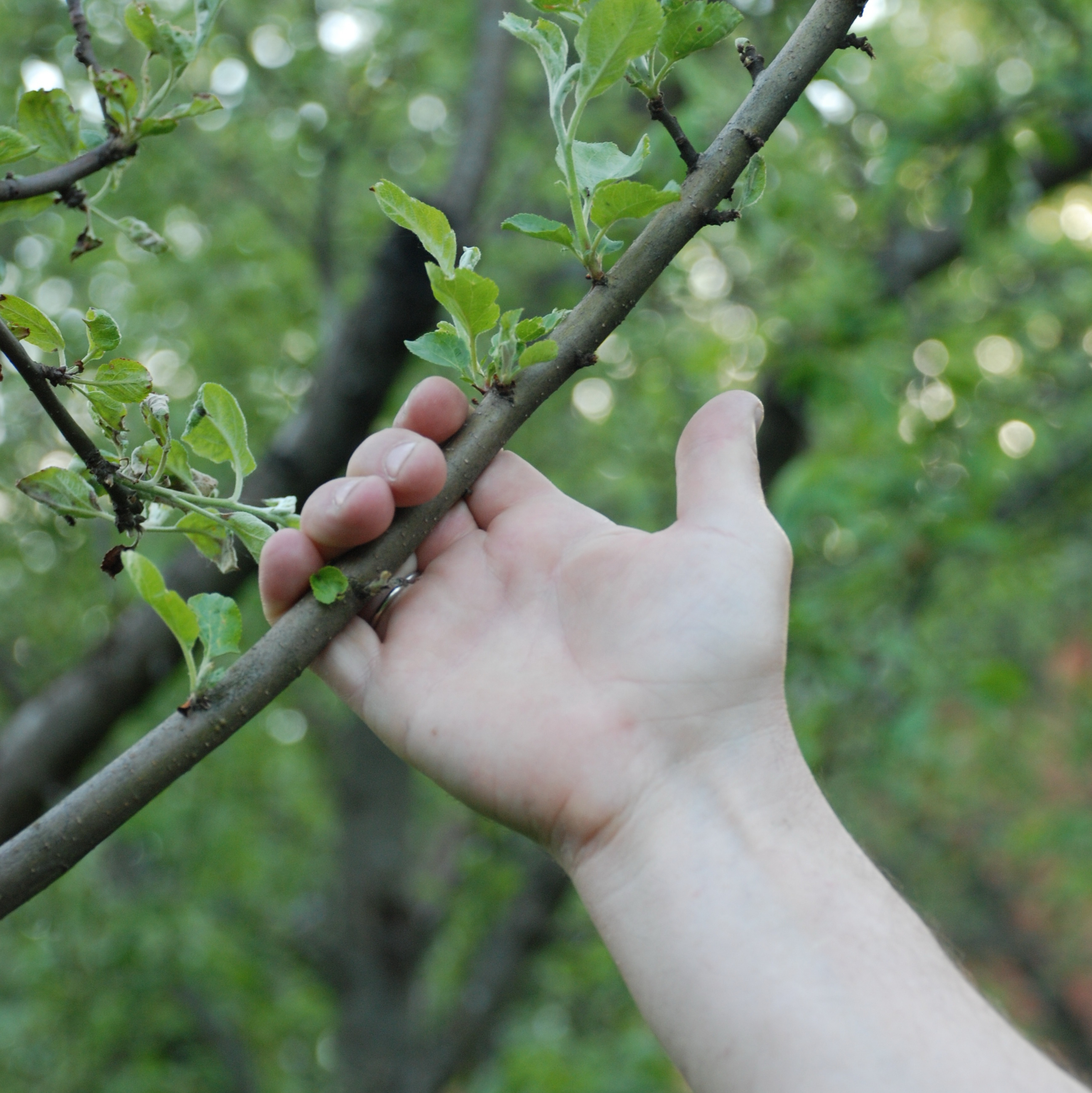
Захоплення гачком доцільне, коли на затиснутий предмет діє сила, спрямована до дна гачка.
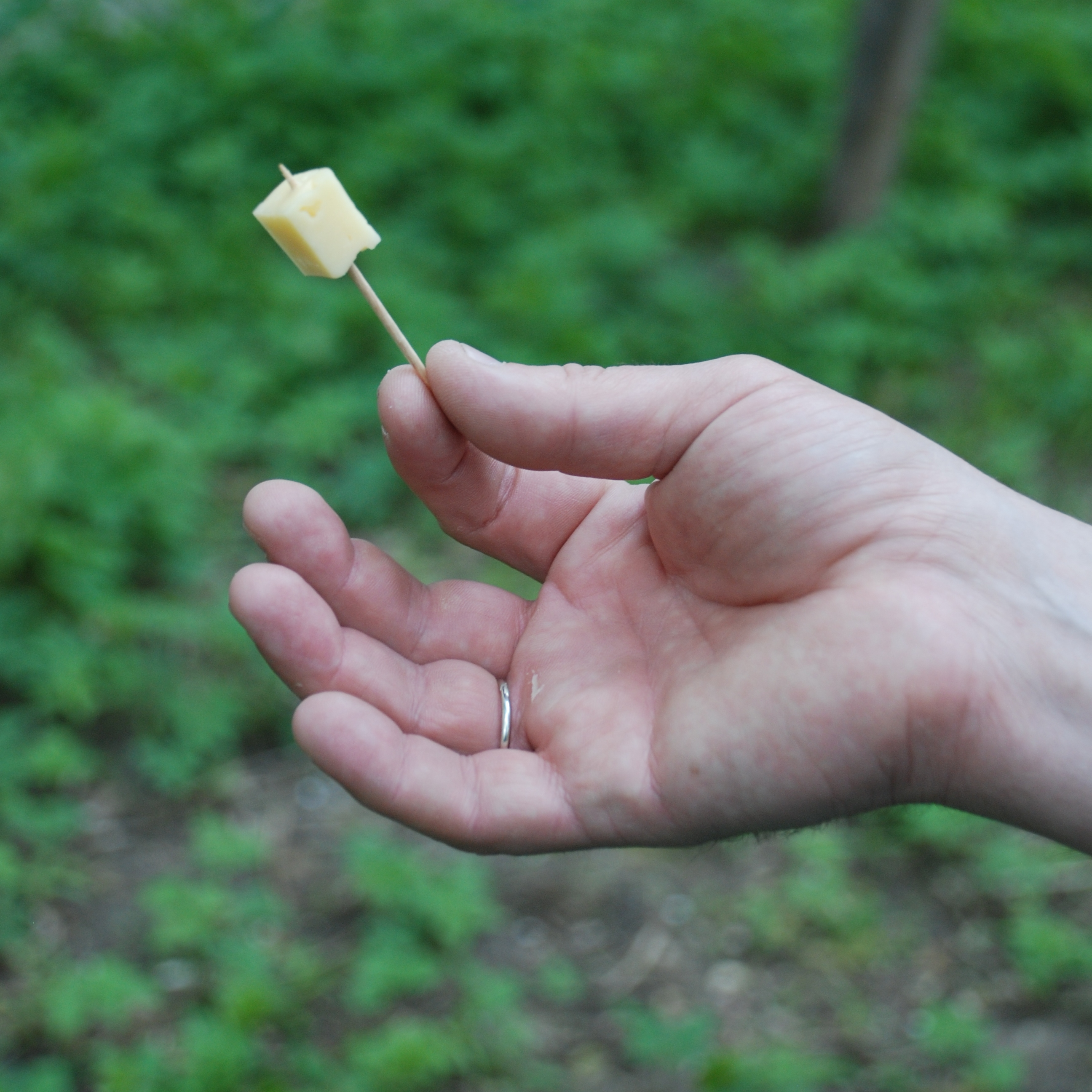
Шматочок сиру, наколотий на гостру паличку.
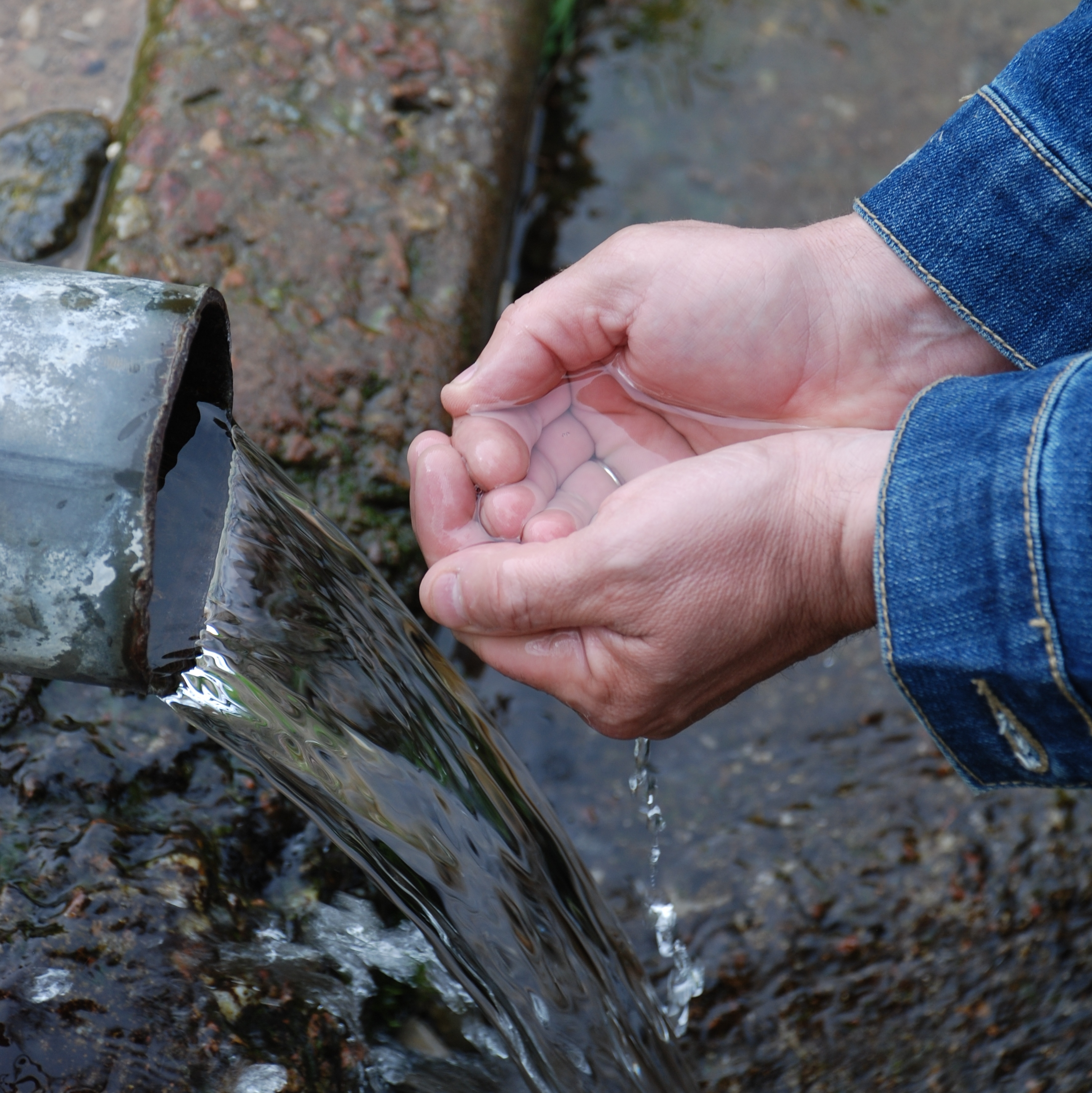
Складені руки людини утворюють чашу.
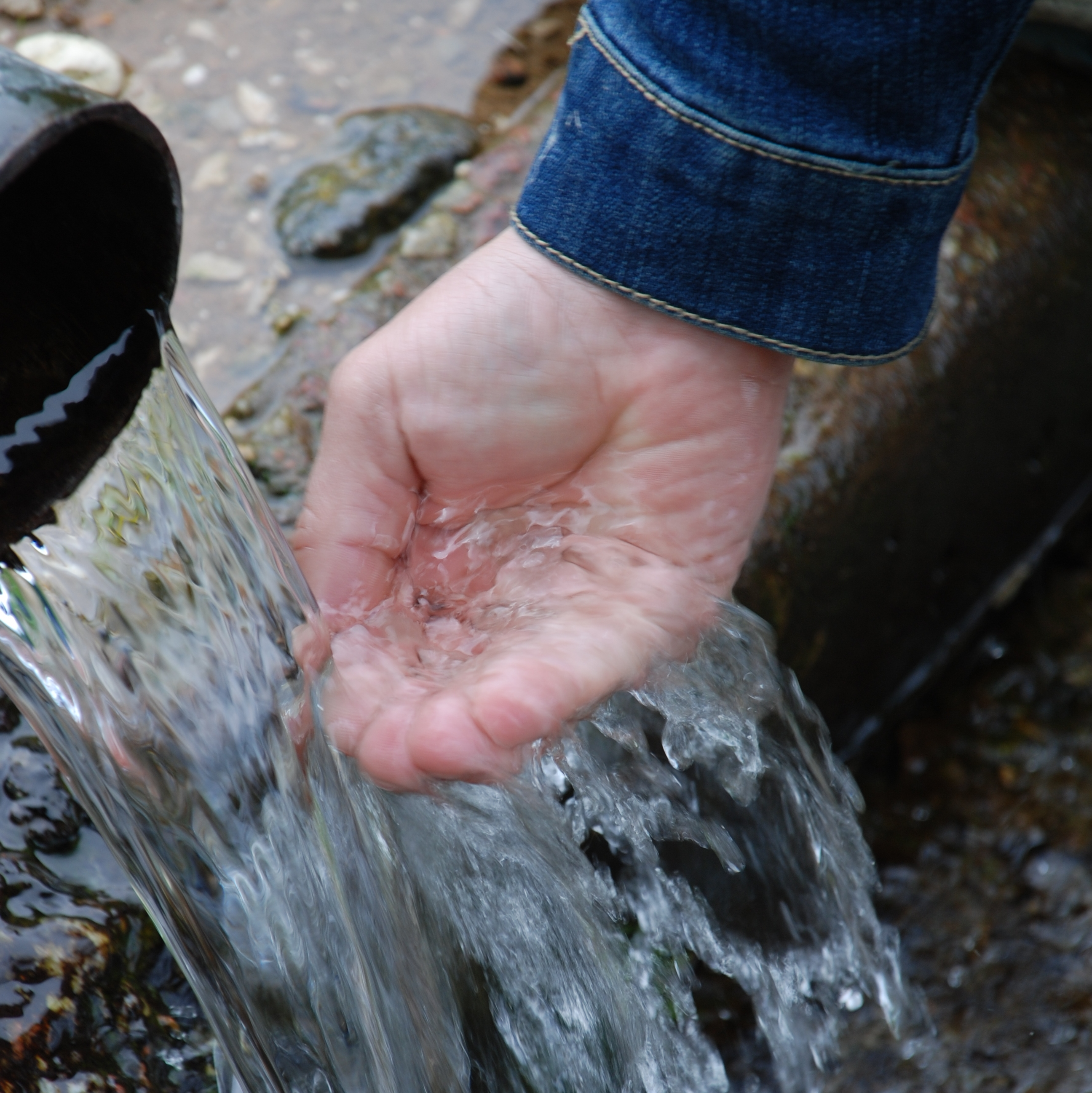
Увігнута долоню з зімкнутими пальцями утворює ложку.

Великий палець руки знаходиться з протилежного боку від інших чотирьох пальців. Така конструкція дозволяє здійснювати щільне захоплення великих предметів. Захоплення будь-яким пальцем, спільно з великим пальцем, дозволяє акуратно пересувати дрібні предмети. Використання при захопленні кількох пальців, зібраних одночасно разом, дозволяє настільки щільно і контрольовано утримувати предмети, що утримуваний предмет можна рухати по заданій траєкторії з точністю до часток міліметра. Руку можна скласти у вигляді чашки. Це дозволяє переміщати рідку воду. Кожен з п'яти пальців рухається незалежно від інших. Таким чином за допомогою руки можна робити тиск одночасно в п'яти точках. Спритне незалежне утримування однією рукою двох паличок дозволяє споруджувати щипці. Разом з тим, на пальцях руки відсутні кігті. Тому спосіб захоплення дрібних предметів кінцівкою шляхом попереднього проколювання приматам недоступний. І, нарешті, предмет, затиснутий в кисті, а потім переміщуваний, при розтисненні пальців може бути відкинутий на відстань, більшу, ніж габарити людини.